# Miessence
Miessence est une marque australienne de produits de soins de la peau biologiques appartenant à la société ONEgroup, fondée en février 2003 par Narelle Chenery, John Hunter et Alf Orpen.

## Certifications
- Australian Certified Organic
- Biological farmers of Australia
- National Organic du département de l'Agriculture des États-Unis